# Dilly Knox
Pour les articles homonymes, voir Knox.
Alfred Dillwyn « Dilly » Knox, né le 23 juillet 1884 et mort le 27 février 1943, est un helléniste, cryptanalyste des services spéciaux britanniques.

## Biographie

### 1884-1939
Knox est élevé à Oxford, Eton et Cambridge. Grand lecteur de Sherlock Holmes, il envoie à Conan Doyle une liste des contradictions de ses nouvelles. Dans l'enveloppe, cinq pépins d'orange. Entre les deux guerres, il termine le commentaire d'Hérondas entamé par Headlam, au point d'abimer sa vue, à force d'examiner les fragments de papyrus du British Museum. L'édition Knox-Headlam d'Herodas paraît en 1922. En 1920, Knox se marie, ayant oublié d'inviter deux de ses trois frères.
En 1914, Knox est enrôlé en tant que cryptographe par la Room 40 du vieil immeuble de l'amirauté, où il est réputé avoir concocté ses meilleurs décryptages dans une baignoire. En 1917, Knox suit la Room 40 devenue ID25. Entre autres, Knox casse le télégramme Zimmermann qui fait entrer en guerre les États-Unis, et le code des amiraux allemands (il a exploité l'amour d'un chiffreur pour la poésie romantique).
Pendant la Grande Guerre, Knox avait été élu Librairian de King's College, sans jamais en profiter. Son intention après la guerre était de reprendre ses recherches. Mais son épouse le convainc de garder son job secret au GC&CS.

« Oh, si le temps vient jamais que nous soyons démobilisés / Que de regrets des intérêts que la vie jadis avait prodigués ! »

— Frank Birch, Dilly le Dodo, dans Alice in ID25.
Dans les années 1920, l'Enigma est disponible dans le commerce. En 1925, à Vienne, Dilly achète une machine type C évaluée par Hugh Foss en 1927 pour le compte du GC&CS. Foss admet "un haut degré de sécurité" mais écrit une note confidentielle qui décrit comment la machine pourrait être attaquée, à condition de deviner de petits morceaux de texte clair, les cribles. Dix ans plus tard, Knox, ayant repris les principes de Foss, développe une méthode plus efficace, le rodding.
L'Allemagne fournit des machines sans tableau de connexions aux franquistes. Le 4 avril 1937, Knox casse l'Enigma nationaliste sans en souffler mot aux républicains. Sous peu, Dilly attaque les trafics entre Espagnols et Allemands cryptés au moyen d'Enigma à tableau de connexion.
En 1938, le GC&CS discute d'Enigma avec le SR-Guerre français qui partage les secrets de l'Enigma à tableau de connexions fournis par un agent, et des interceptions de transmissions dont certaines paraissent venir d'Europe orientale. Les Français révèlent leurs liens avec le Biuro Szyfrów. En tant que chef cryptanalyste Dilly, accompagné de Foss et d'Alastair Denniston, représente le GC&CS à la première rencontre polono-franco-anglaise de Paris (janvier 1939). Les Polonais ayant pour consigne de ne rien révéler d'important, les décrypteurs britanniques repartent déçus. Dilly ayant exposé son rodding, les Polonais impressionnés exigent qu'il soit convié à la prochaine réunion. Marian Rejewski : « Knox pigeait tout tout de suite, presque aussi vif que l'éclair. Il était évident que les Britanniques en avaient mis un coup sur Enigma... Si bien qu'ils n'avaient pas besoin d'explications. Ils étaient spécialistes d'une autre nature, d'une classe différente. » Les 25–26 juillet 1939, Knox participe à la seconde conférence, tenue à Pyry, au sud de Varsovie. Là, les Polonais commencent à exposer leurs méthodes et leurs succès. L'approche mathématique les Polonais fait sur Knox une impression si favorable qu'il n'aura de cesse d'ouvrir le GC&CS, jusque-là fief d'érudits, aux mathématiciens britanniques. Knox apprend que l'alphabet du disque d'entrée d'Enigma est dans l'ordre normal. Peter Twinn : « C'était tellement évident, tellement idiot que personne, ni Dilly Knox ni Tony Kendrick ni Alan Turing, n'avait jamais pensé à essayer. » Après la réunion, Knox écrit en polonais un mot très gracieux, sur du papier officiel du gouvernement anglais « remerciements sincères pour votre coopération et votre patience. » Dans le pli, un beau foulard Derby à l'effigie d'un cheval gagnant et un jeu de bâtons de papier. Marian Rejewski : « Je ne sais comment Knox comptait travailler, apparemment il espérait vaincre Enigma avec les bâtons, mais nous l'avons battu. »

### 1939-1943
À Bletchley Park, les crises de colère de Knox sont proverbiales. Autre sujet de cancans, son goût pour les belles femmes. Il est réputé prélever, parmi les plus jolies recrues du GC&CS, les nouvelles employées de son service. Ce sont les Dilly's fillies (pouliches de Dilly) ou Dilly's girls (chouchoutes de Dilly). N'hésitant pas à leur confier des responsabilités, il se distingue de confrères volontiers sexistes. Toutefois, il est plus connu pour avoir inventé la technique du rodding, inspirée des « bâtons » polonais.
Les rods sont de longs barreaux de carton où les cryptographes recopient des rangées de lettres extraites de tables (une table par rotor) qui reconstituent le passage du courant électrique dans les trois rotors. Il s'agit de trouver des appariements de lettres, les rod-coupling. Pour commencer, les décrypteurs essaient de trouver quel est le rotor de droite, ce jour-là, puis où sont les deux autres rotors… En outre, des cribles sont essayés, ex. PERSX (« personnale »). En septembre 1940, Mavis Lever reconstitue, en quelques heures, le début d'un message, PERSONALEXPERXSIGNORX suivi d'un nom, l'ordre des rotors et les réglages qui ont produit le message. À compter de cette période, l'Enigma navale italienne est plutôt lisible. Les 25 et 26 mars 1941, le trafic Enigma de la marine italienne, recoupé au moyen du trafic Enigma de la Luftwaffe en Méditerranée, annonce une imminente embuscade de convois alliés par de grandes unités de la marine italienne. Dans la nuit du 28 au 29, au large du cap Matapan, cinq navires italiens sont coulés, 2 400 marins sont tués. Les Anglais ont perdu un avion. À l'été 1941, la marine italienne délaisse Enigma.
En octobre 1941, Dilly résout l'Enigma de l'Abwehr. L'Intelligence Service Knox (ISK) est fondé, dans la Hutte 16, pour décrypter les trafics Enigma de l'Abwehr, tandis que, dans la Hutte 18, l'ISOS (Intelligence Service Oliver Strachey) traite les trafics phonie et les chiffres manuels. Début 1942, Knox est gravement malade, Peter Twinn prend en charge l'ISK.
Knox, incapable de bouger, travaille chez lui, à Hughenden, dans le Buckinghamshire, où il reçoit l'ordre de Saint-Michel et Saint-Georges. À sa mort, Twinn est nommé directeur.
En 2009, Mavis Lever, l'une des « chouchoutes de Dilly », publie une biographie de son patron.

## Poésie classée
Knox célèbre la victoire du cap Matapan par un poème qui restera secret défense jusqu'en 1978.

« These have knelled your fall and ruin, but your ears were far away. English lassies rustling papers through the sodden Bletchley day. (« Elles ont sonné le glas de ta chute et de ta ruine, mais tes oreilles étaient trop loin / ces petites Anglaises qui froissent des papiers à la lumière détrempée de Bletchley »). »

## Distinctions
- Ordre de Saint-Michel et Saint-Georges

## Filmographie
On voit Knox recruter Alan Turing à Bletchley Park dans la pièce de Hugh Whitemore, Breaking the Code (en) (1986). En 1996, à la télévision, il est joué par Richard Johnson.